# Poliè (química)
Un poliè és un hidrocarbur alifàtic o cíclic insaturat que contenen dos o més enllaços dobles carboni-carboni.
Els poliens amb dos dobles enllaços consecutius, s'anomenen al·lens. Per exemple el propadiè o al·lè, de fórmula {\displaystyle {\ce {CH2=C=CH2}}}. Els que tenen tres o més dobles enllaços consecutius es denominen cumulens, com ara el butatriè {\displaystyle {\ce {CH2=C=C=CH2}}}o el pentatretraè {\displaystyle {\ce {CH2=C=C=C=CH2}}}. Si contenen dos dobles enllaços no consecutius, reben el nom de diens o diolefines, per exemple l'1,3-butadiè {\displaystyle {\ce {CH2=CH-CH=CH2}}}.